# Artušův pád
Artušův pád (anglicky The Fall of Arthur) je nedokončená aliterační báseň J. R. R. Tolkiena. Skládá se z pěti zpěvů, z nichž poslední je velmi krátký. Báseň připravil k vydání jeho syn Christopher spolu s několika esejemi, které se zabývají artušovskou legendou obecně, jejím vlivem na Tolkiena (Christopher analyzuje, ze kterých dřívějších verzí jeho otec při psaní čerpal), a mapují také celý zrod básně, od prvotních verzí k té (co nejvíce) finální. Překlad do češtiny se připravuje na rok 2015 v nakladatelství Argo, překladatelem je Jan Kozák.
Vydání této knihy je součástí trendu, který je pro tolkienovskou dílnu typický po roce 2009. V jeho rámci je J. R. R. Tolkien představen jako básník. V roce 2009 vyšla jeho verze příběhů ze severské mytologie s názvem Legenda o Sigurdovi a Gudrún, roku 2013 pak Artušův pád a konečně roku následujícího, 2014, překlad staroanglické epické básně Beowulf.

## Obsah
Předmluva Christophera Tolkiena
Samotná báseň s poznámkami
Esej, která báseň zařazuje do kontextu artušovského cyklu
Esej, která komentuje vztah Artušovské legendy a Tolkienova vlastního díla, zejména knihy Silmarillion
Esej, která se zaměřuje na vývoj básně, Christopher zde porovnává otcovy rukopisy a popisuje, jak se báseň proměňovala
Dodatek, který se týká staroanglického aliteračního verše